# Flurina Rigling
Flurina Rigling, née le 22 septembre 1996 à Zurich, est une coureuse cycliste handisport suisse concourant en C2. Elle est quadruple championne du monde sur route et médaillée de bronze paralympique sur piste.

## Carrière
Elle détient un diplôme en science politique de l'Université de Zurich. Elle est née avec seulement un doigt à chaque main et un orteil à chaque pied.
Pour ses premiers mondiaux sur route en 2021, elle remporte l'argent sur la course sur route et le bronze sur le contre-la-montre. 2022 est l'année de toutes les consécrations. Elle remporte six médailles aux Mondiaux et deux médailles aux Europe.
Lors des Championnats du monde sur piste 2024, Rigling remporte quatre médailles en C2 : l'or en omnium, l'argent sur le scratch et la poursuite individuelle et le bronze sur le 500 m. Elle avait déjà remporté l'or sur la pousuite individuelle, l'argent à l'omnium et le bronze au scratch aux Mondiaux 2023. Aux Jeux paralympiques quelques semaines plus tard, elle remporte la première médaille de la Suisse avec le bronze en poursuite individuelle avec près de 2 secondes l'Allemande Maike Hausberger lors du match pour la médaille de bronze. Elle prend ensuite la deuxième place sur l'épreuve de la course en ligne sur route.